# Ручной пулемёт Дегтярёва
7,62-мм ручной пулемёт Дегтярёва (РПД, Индекс ГРАУ — 56-Р-327) — советский ручной пулемёт, разработанный в 1944 году под 7,62-мм патрон обр. 1943 г.

## История
В конце 1943 года начались работы по созданию ручных пулемётов под новый промежуточный патрон 7,62 мм обр. 1943 г. Полигонные испытания этих патронов показали, что убойная сила пули и кучность боя удовлетворительны на дистанции до 800 м. Эта дальность, как показал боевой опыт, вполне достаточна для ручных пулемётов. В проектировании ручных пулемётов под новый патрон принимали участие Дегтярёв, Симонов, Судаев и другие конструкторы.
В 1944 году на конкурсных испытаниях вперёд вышел образец конструкции Дегтярёва, известный как РД-44. Пулемёты РД-44 до конца войны были изготовлены малой серией и проходили испытания в войсках. Вскоре после войны модернизированный вариант этого пулемёта, адаптированный под ставший стандартным патрон 7,62×39 мм, был принят на вооружение Советской армии как «Ручной пулемёт системы Дегтярёва (РПД)».
РПД имеет автоматику, схожую с устройством пулемёта ДПМ, однако вместо магазинного питания он оснащён питанием ленточным. Лента составлена из двух кусков по 50 патронов и находится в круглой коробке (магазине), примыкаемой к оружию снизу. Такая конструкция обеспечивала пулемёту хорошую подвижность (исключалось свисание ленты) и увеличивала практическую скорострельность. При этом благодаря отсутствию пружин в магазине повысилась надёжность действия пулемёта, так как исключалось значительное количество задержек по вине магазина.
В отличие от ДПМ пулемёт РПД имеет несменяемый ствол. Опыт боевого применения ручных пулемётов показал, что огонь из них ведётся обычно короткими очередями и ствол без замены даёт возможность расходовать весь носимый запас патронов. Запасной ствол должен был всегда находиться при пулемётном расчёте, что утяжеляло систему, к тому же сама конструкция пулемёта со сменяемым стволом более сложна и менее надёжна.
Пулемёты РД-44 и РПД в значительной мере опередили своё время; идея обеспечения пехоты на уровне отделение-взвод оружием только под промежуточный патрон возобладала в западных странах лишь с их переходом на малоимпульсные патроны, произошедшим в период 1960-1970-х годов. При этом в нацистской Германии вариант ручного пулемёта под патрон 7,92x33 мм практически не рассматривался.
РПД стал одним из первых принятых на вооружение образцов оружия под патрон образца 1943 года. С начала 1950-х и до середины 1960-х он являлся основным оружием поддержки уровня отделения, а затем стал постепенно заменяться на РПК, более предпочтительный с точки зрения унификации. Впрочем, РПД до сих пор находится на складах армейских резервов. Как и многие другие образцы советского вооружения, РПД широко поставлялся на экспорт, в дружественные СССР страны, а также выпускался за рубежом, например, в КНР под обозначением Тип 56. Некоторые фирмы США, такие как DS Arms, выпускают модернизированные РПД. Модернизация включает телескопический приклад, цевьё с планками Пикатинни, эргономичные сошки, пластиковую рукоятку.

## Характеристики
Дальность прямого выстрела по грудной фигуре составляет 365 м. Огонь по воздушным целям ведётся на дальность до 500 м. Пуля сохраняет своё убойное действие на дальности до 1,5 км.
Боевая скорострельность — до 150 выстрелов в минуту. Ведение интенсивной стрельбы очередями без охлаждения ствола возможно до 300 выстрелов.
Требования нормального боя одиночными для РПД:
- все четыре пробоины вмещаются в круг диаметром 15 см;
- средняя точка попадания отклоняется от контрольной точки не более чем на 5 см в любом направлении.

Требования нормального боя очередями для РПД:
- не менее шести пробоин из восьми вмещается в круг диаметром 20 см;
- средняя точка попадания отклоняется от контрольной точки не более чем на 5 см в любом направлении.

Проверка боя осуществляется стрельбой по чёрному прямоугольнику высотой 35 см и шириной 25 см, укрепленному на белом щите высотой 1 м и шириной 0,5 м. Дальность стрельбы — 100 м, положение — лёжа с ровной площадки, патроны — с обыкновенной пулей, прицел — 3, целик — 0.
Рассеивание пуль при стрельбе из приведённого к нормальному бою РПД:
| Дальность стрельбы, м | Срединные отклонения по высоте, см | Срединные отклонения по ширине, см | Сердцевинные полосы по высоте, см | Сердцевинные полосы по ширине, см | Энергия пули, Дж |
| --------------------- | ---------------------------------- | ---------------------------------- | --------------------------------- | --------------------------------- | ---------------- |
| 100                   | 5                                  | 5                                  | 15                                | 15                                | 1618             |
| 200                   | 10                                 | 9                                  | 30                                | 30                                | 1226             |
| 300                   | 15                                 | 14                                 | 46                                | 45                                | 932              |
| 400                   | 20                                 | 19                                 | 63                                | 61                                | 716              |
| 500                   | 26                                 | 25                                 | 81                                | 78                                | 559              |
| 600                   | 32                                 | 31                                 | 100                               | 96                                | 441              |
| 700                   | 39                                 | 37                                 | 120                               | 114                               | 353              |
| 800                   | 46                                 | 43                                 | 142                               | 133                               | 304              |
| 900                   | 54                                 | 49                                 | 167                               | 152                               | 265              |
| 1000                  | 63                                 | 55                                 | 195                               | 172                               | 235              |

Где срединное отклонение — половина ширины центральной полосы рассеивания, вмещающей 50 % всех попаданий, а сердцевинная полоса — полоса рассеивания, содержащая в себе 70 % попаданий. При пересечении двух сердцевинных полос (по высоте и по ширине) образуется сердцевина рассеивания - прямоугольник, включающий лучшую, наиболее кучную половину всех точек встречи.

## Устройство
РПД состоит из следующих основных частей и механизмов:
1. ствол со ствольной коробкой, прицельным приспособлением и сошкой (не отделяется),
2. затворная рама с газовым поршнем,
3. рукоятка перезарядки,
4. затвор,
5. возвратный механизм,
6. спусковая рама с прикладом и спусковым механизмом,
7. коробка с лентой.

В комплект РПД входят: принадлежность (шомпол, ключи мушки и регулятора, протирка, прочистки, выколотка и вороток, извлекатель, дульная накладка, маслёнка), ремень, чехол и сумки для коробок с лентами.
Прицельное приспособление
Прицельное приспособление РПД состоит из мушки и прицела, в свою очередь состоящего из колодки прицела с пластинчатой пружиной, прицельной планки, целика, винта целика с маховичком, хомутика с двумя защёлками и пружинами и предохранителя целика. На верхней и нижней сторонах прицельной планки нанесены шкалы с делениями от 1 до 10 (дальность стрельбы в сотнях метров). Деления прицела разделены короткими рисками на полусотни метров. Боковые поправки вносятся целиком, передвигающимся влево и вправо маховичком и имеющим риску для установки на делениях, нанесённых на задней стенке прицельной планки (по семь делений вправо и влево от нуля). Каждое деление соответствует двум тысячным дальности.
На пулемётах ранних выпусков шкала прицела нанесена только на верхней стороне прицельной планки и имеет цену деления 100 м.

## Патроны

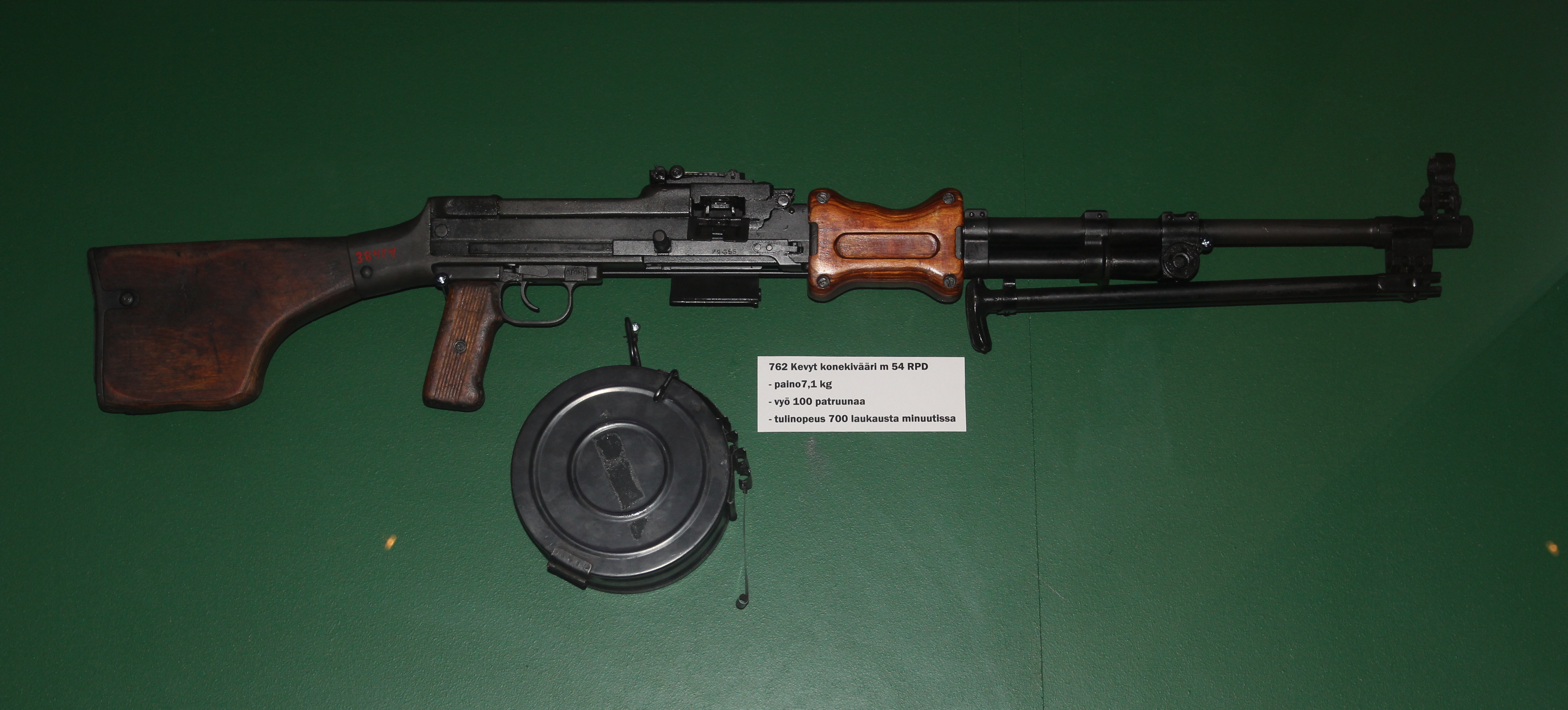

Стрельба из РПД ведётся патронами образца 1943 года (7,62×39 мм) со следующими типами пуль:
- обыкновенная со стальным сердечником предназначена для поражения живой силы противника, расположенной открыто или за препятствиями, пробиваемыми пулей. Оболочка — стальная плакированная томпаком, сердечник — стальной, между оболочкой и сердечником — свинцовая рубашка. Не имеет отличительной окраски.
- трассирующая предназначена для целеуказания и корректирования огня на расстояниях до 800 м, а также поражения живой силы противника. Сердечник состоит из сплава свинца с сурьмой, за ним находится стаканчик с запрессованным трассирующим составом. Цвет пули — зелёный.
- бронебойно-зажигательная предназначена для зажигания горючих жидкостей и поражения живой силы, находящейся за легкобронированными укрытиями на дальностях до 300 м. Оболочка — с томпаковым наконечником, сердечник — стальной со свинцовой рубашкой. За сердечником в свинцовом поддоне находится зажигательный состав. Цвет головной части — чёрный с красным пояском.
- зажигательная предназначена для воспламенения горючих жидкостей в железных баках толщиной до 3 мм, легкозагорающихся материалов на дальностях до 700 м и целеуказания на расстояниях до 700 м. Зажигательный состав находится между оболочкой (с томпаковым наконечником) и стальным сердечником, рубашка — стальная. За сердечником и рубашкой находится стаканчик с трассирующим составом. Цвет головной части — красный.

## Принцип действия автоматики

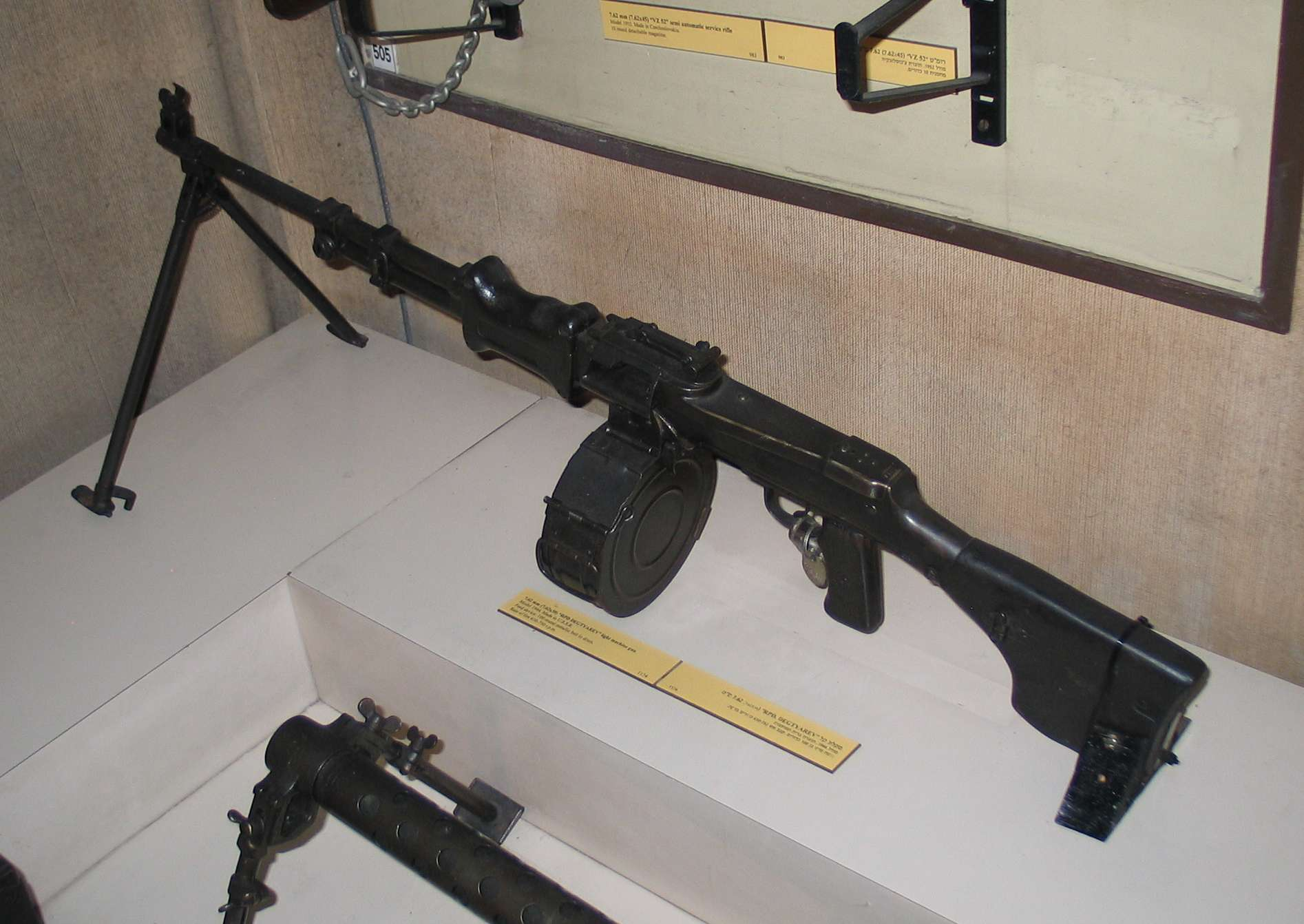
РПД в Музее Армии Обороны Израиля, Тель-Авив.

Работа автоматики РПД основана на использовании энергии пороховых газов, отводимых из канала ствола. При выстреле часть пороховых газов, выталкивающих пулю, направляется через отверстие в стенке ствола в газовую камору, давит на переднюю стенку газового поршня, отбрасывая поршень с затворной рамой и затвором в заднее положение. Затвор открывает канал ствола, затворная рама сжимает возвратно-боевую пружину. Происходит извлечение из патронника гильзы и её выбрасывание наружу. Механизм подачи продвигает ленту и подаёт новый патрон, который устанавливается напротив продольного окна приёмника.
Если спусковой крючок остаётся нажатым, то затворная рама не останавливается в заднем положении, а продвигается вперёд под действием возвратного механизма. Затвор выталкивает из ленты новый патрон, досылает его в патронник и закрывает канал ствола. Происходит запирание затвора боевыми упорами, входящими в боевые уступы ствольной коробки, после чего стойка затворной рамы бьёт по ударнику. Боёк ударника разбивает капсюль патрона. Происходит выстрел, и работа автоматики повторяется.

## Насадки для стрельбы из укрытия
После окончания Великой Отечественной войны в СССР проводились эксперименты по созданию криволинейных насадок для стрельбы из укрытия, в первую очередь для применения экипажами бронетехники. Насадка представляла собой изогнутый ствол, в казённой части которого смонтирован механизм крепления к дульной части ствола пулемёта. Длина насадки составляла 610 мм, радиус изгиба — 250 мм, угол изгиба — 90°. При этом нарезы криволинейного ствола были продолжением нарезов ствола пулемёта. Кроме того, испытывался подобный ствол, предназначенный для установки на пулемёт вместо штатного. Однако, испытания выявили, что его характеристики уступают насадке.

## Эксплуатанты
- Азербайджан: в связи с потерями стрелкового оружия в ходе войны в Карабахе в 1992-1994 гг. военно-политическое руководство страны закупило партию пулемётов РПД-44 в Афганистане[11]
- Албания: оставались на вооружении албанской армии по меньшей мере до 1994 года[12]
- Алжир
- Ангола
- Афганистан
- Бангладеш
- Бенин
- Венгрия
- Вьетнам
- Джибути
- Египет
- Зимбабве
- Индонезия
- Ирак
- Камбоджа
- Китай: лицензионная копия под индексом Тип 56;
- КНДР:[13] копия под индексом Тип 62;
- Лаос
- Ливия
- Мальта
- Марокко
- Монголия
- Нигерия
- Никарагуа
- Пакистан
- Перу
- Польская Народная Республика: находились на вооружении, производились на оружейном заводе в Радоме под названием RKM D[14]
- Румыния
- Сирия
- Сомали
- СССР: состоял на вооружении до замены на РПК;
- Судан
- Сьерра-Леоне
- Танзания
- Того
- Уганда
- Украина: в 2011 году не менее 350 шт. оставалось на хранении в вооружённых силах[15] и ещё 474 шт. в МЧС[16]; с 2014 года РПД (в том числе, модернизированные) применялись ВСУ и Национальной гвардией Украины в ходе вооружённого конфликта на Юго-востоке Украины[17]
- Чад
- Экваториальная Гвинея
- Эритрея
- Эфиопия